# فريدي فيرا
فريدي فيرا (بالإسبانية: Fredy Vera) (15 يناير 1986 بأسونسيون في باراغواي - ) هو مدرب كرة قدم ولاعب كرة قدم باراغواياني في مركز الدفاع. لعب مع نادي 3 فبراير وClub Sport Colombia ‏ ونادي إيراكليس وTacuary ‏ وروبيو نيو ‏ ونادي سول دي أميريكا.

## وصلات خارجية
- فريدي فيرا على موقع قاعدة بيانات كرة القدم.إي يو (الإنجليزية)